# Joumana Haddad

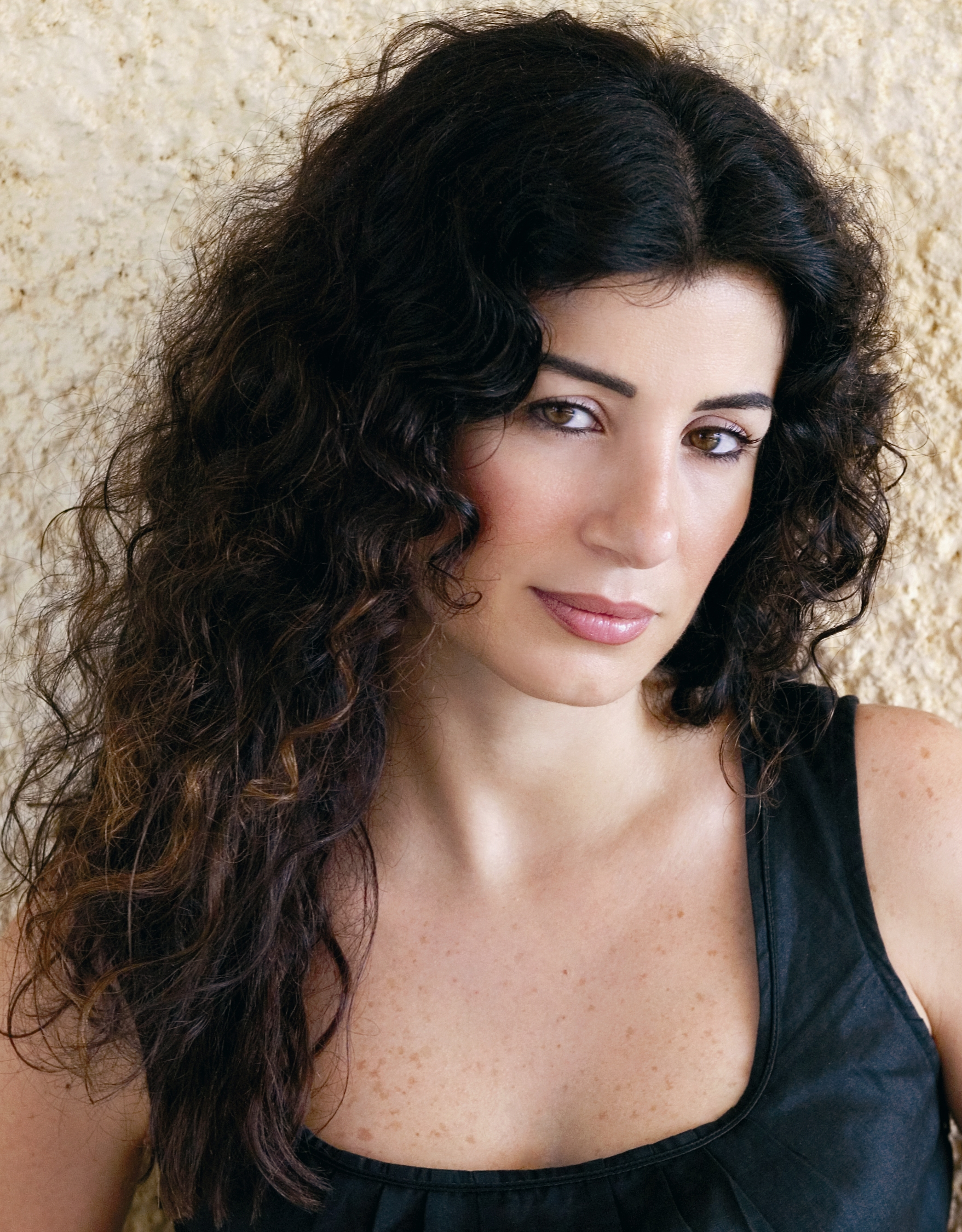
Joumana Haddad (2007)

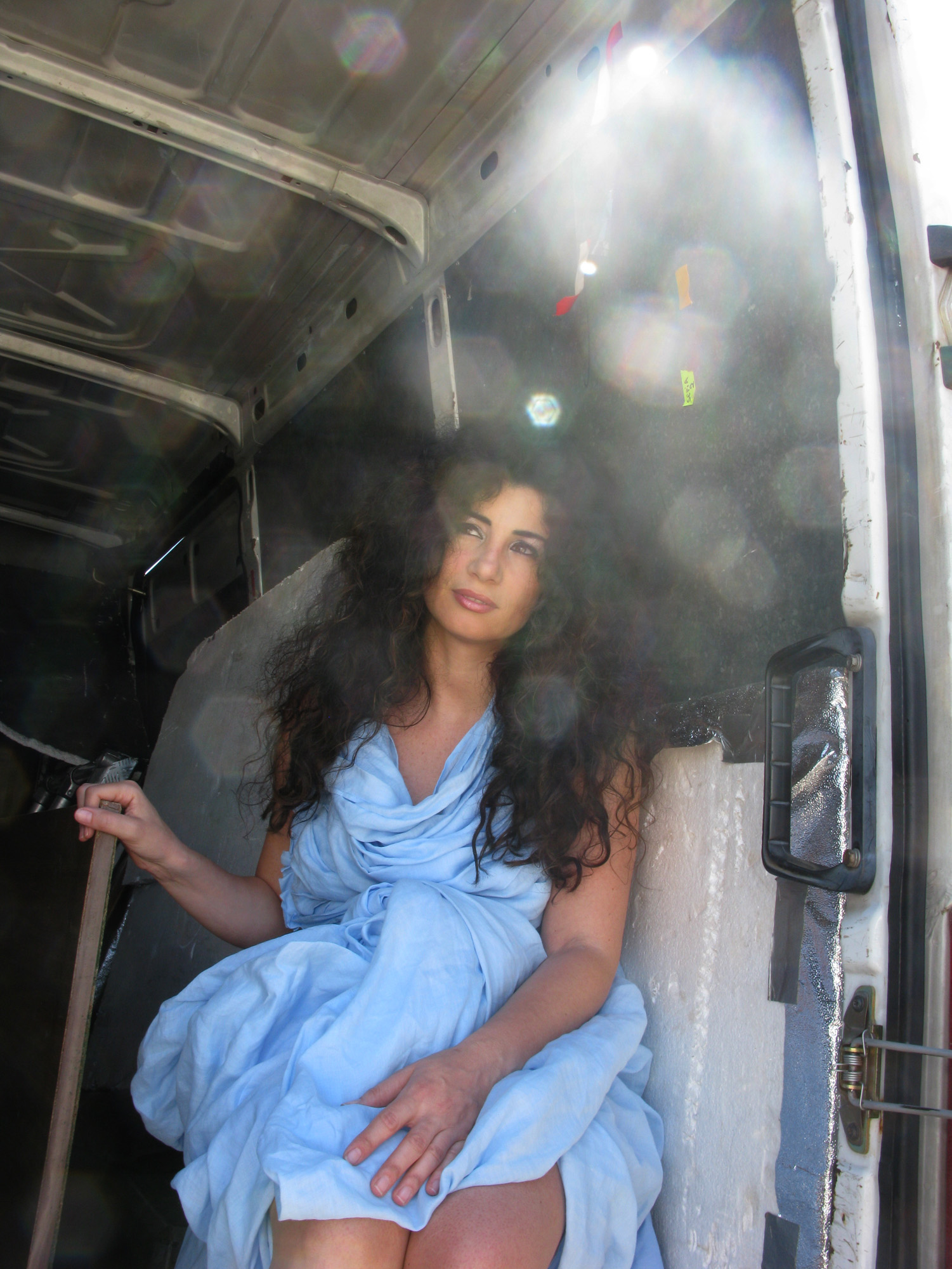
Joumana Haddad am Set von "What's going on?" (2009)

Joumana Haddad (arabisch جمانة حداد, DMG Ǧumāna Ḥaddād; * 6. Dezember 1970 in Beirut) ist eine libanesische Dichterin, Journalistin und Übersetzerin, die auch als Performerin und bildende Künstlerin tätig ist. Sie wurde für ihren kulturellen und sozialen Aktivismus vom „Arabian Business Magazin“ in den Jahren 2014, 2015 und 2016 als eine der 100 mächtigsten Frauen der arabischen Welt ausgewählt (Position 36 im Jahr 2016).

## Karriere
1997 begann sie für die libanesische Tageszeitung »An-Nahar« zu arbeiten, deren Feuilleton sie als verantwortliche Redakteurin betreute. Zwei Jahre zuvor hatte sie ihren ersten Gedichtband veröffentlicht, dem bislang vier weitere Bände folgten. Haddads Werke wurden in mehrere Sprachen übersetzt, darunter ins Englische, Französische, Spanische, Italienische und Polnische. Auf Deutsch liegen die Sammlungen »Damit ich abreisen kann« (2006) und »Liliths Wiederkehr« (2008) vor.
2006 veröffentlichte die Autorin einen Interviewband, für den sie mit prominenten Schriftstellerinnen und Schriftstellern wie Umberto Eco, Paul Auster, José Saramago, Peter Handke, Elfriede Jelinek, Paulo Coelho, Wole Soyinka und Nadine Gordimer sprach. Für ihr Interview mit Mario Vargas Llosa wurde sie in Dubai mit dem Arabischen Pressepreis ausgezeichnet. 2008 lief ihr kontroverses Publikationsprojekt »Jasad« an – ein vierteljährlich erscheinendes Magazin, das sich dem Körper widmet. Als Chefredakteurin versucht sie damit auch, die Tradition der erotischen Literatur in den arabischen Ländern wiederzubeleben. Haddad übertrug zahlreiche Werke der internationalen Literatur ins Arabische und übersetzte arabische Lyrik in romanische Sprachen, darunter eine Sammlung moderner libanesischer Gedichte, die in Spanien erschien. Sie ist auch für den arabischen Literaturpreis IPAF tätig, der in Anlehnung an den Booker Prize gegründet wurde und in Abu Dhabi verliehen wird. Haddad lebt in Beirut.
Im Juli 2013 wurde sie zur ehrenamtlichen Botschafterin für Kultur und Menschenrechte der Stadt Neapel in der Mittelmeer-Region ernannt.

## Sprache
Die Sprache Haddads bewegt sich in der Tradition moderner arabischer Lyrik. Die letzten Zeilen des Gedichts »Ich bin eine Frau« lauten: »Der Schlüssel zum Gefängnis mag ihre Sprache sein, / aber ihre Sprache ist um die Finger meines Begehrens gewickelt, / und mein Begehren werden sie nie kommandieren. // Ich bin eine Frau. / Sie meinen, / sie besitzen meine Freiheit, / und so lasse ich sie meinen, / und ich geschehe.« In der Erzählung »Living it up (and down) in Beirut« drängt sich die von Kriegen geprägte Wirklichkeit der libanesischen Hauptstadt zunächst in Fußnoten in den Text und erstickt schließlich mehrere Romanzen im Ansatz, was verschiedene Anmerkungen beinahe ärgerlich kommentieren: »Achtung: Noch mal, dies ist keine Liebesgeschichte. Sie mag manchmal wie eine aussehen, aber es ist keine.« Die auf Englisch verfasste Erzählung ist Haddads eigener Beitrag zu der von ihr herausgegebenen Anthologie »Madinah« (2008), die Stadtgeschichten verschiedener zeitgenössischer Autoren aus dem Mittleren Osten vereint.

## Werke

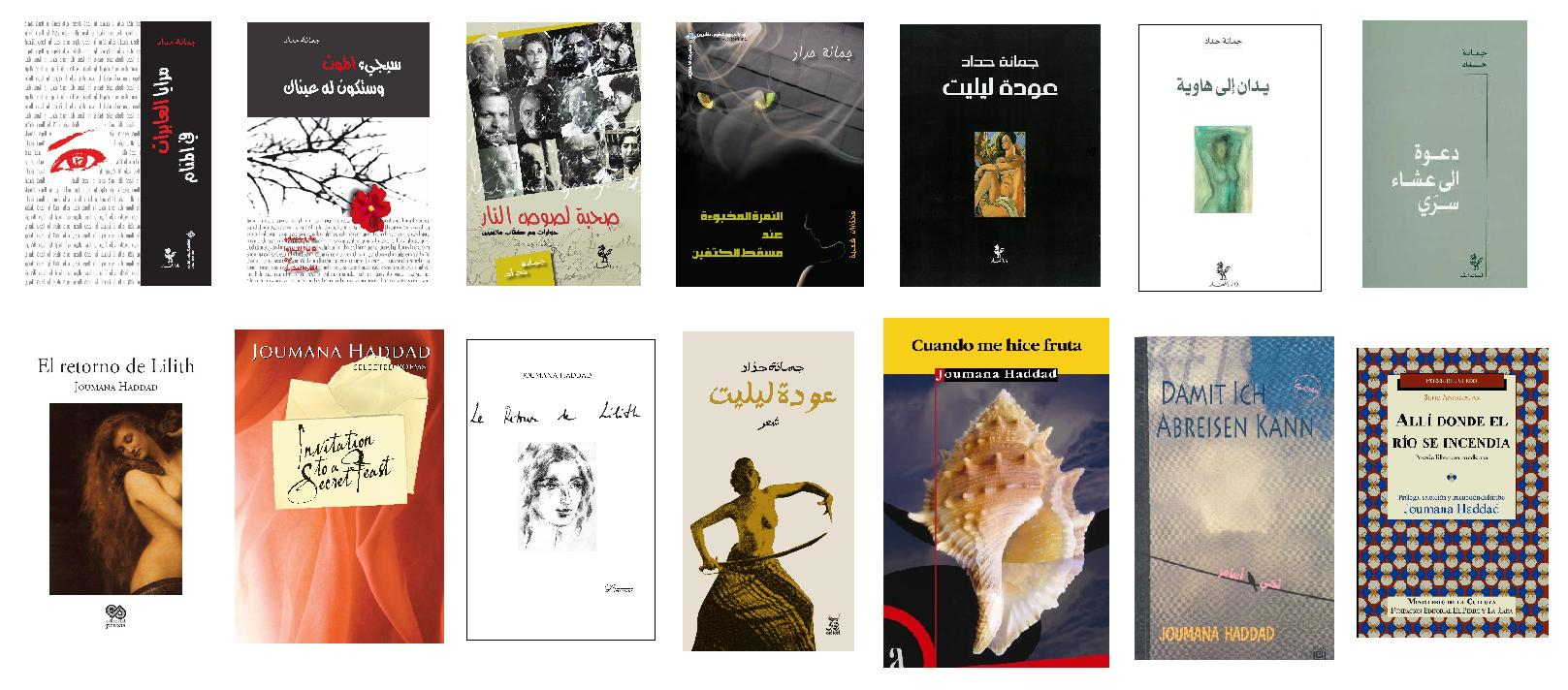
Einige von Haddads Büchern

### Bücher in deutscher Sprache
- Wie ich Scheherazade tötete. Verlag Hans Schiler, Berlin 2010, ISBN 978-3-89930-307-0[3][4]
- Liliths Wiederkehr. Verlag Hans Schiler, Berlin 2008
- Damit ich abreisen kann. Lisan, Basel 2006

### Bücher auf Arabisch
- وقتٌ لحلم (Time for a dream), poetry, (1995)
- دعوة إلى عشاء سرّي (Invitation to a secret feast), poetry, (2008)
- يدان إلى هاوية (Two hands to the abyss), poetry, (2000)
- لم أرتكب ما يكفي (I did not sin enough), selected poems, (2003)
- عودة ليليت (Lilith's Return), poetry, (2004)
- النمرة المخبوءة عند مسقط الكتفين (The panther hidden at the base of her shoulders), selected poems, (2006)
- صحبة لصوص النار (In the company of the fire thieves), Conversations with international writers, (2006)
- سيجيء الموت وستكون له عيناك: مئة وخمسون شاعراً انتحروا في القرن العشرين (Death will come and it will have your eyes), Anthology of 150 poets who committed suicide, (2007)
- عادات سيئة (Bad habits), selected poems, (2007)
- مرايا العابرات في المنام (Mirrors of the passers by), poetry, (2008)

### Bücher in Englisch
- Invitation to a Secret Feast, 2008, Tupelo Press, Vermont, USA.
- Madinah, city stories from the Middle East, 2008, "Comma Press", Manchester, UK.[5]
- I Killed Scheherazade, 2010, “Saqi Books”, London, UK.[6] Das Buch ist zu 13 Sprachen übersetzt worden.
- Superman is an Arab, 2012, “Westbourne Press”, London, UK.[7] Das Buch ist zu 6 Sprachen übersetzt worden.

### Bücher in anderen Sprachen
- Allí donde el río se incendia, 2005, Ediciones De Aquí, Málaga, España/2006, Fundación Editorial El Perro y la Rana, Caracas, Venezuela/2007, Editorial Praxis, Mexico, Mexico/2007.
- Cuando me hice fruta, 2006, Monte Ávila Editores, Caracas, Venezuela.
- El retorno de Lilith, 2007, Editorial Praxis, Mexico, Mexico/2010, Diputacion Provincial de Málaga, Mar Remoto, Spain.[8]
- Le retour de Lilith, 2007, Editions L’Inventaire, Paris, France.
- Adrenalina, 2009, "Edizioni del Leone", Venice, Italy.[9]
- Il ritorno di Lilith, 2010, „Edizioni l'Asino d'Oro“, Rome, Italy.[10]
- Lilits återkomst, 2010, Bokförlaget Tranan, Stockholm, Sweden.[11]
- Espejos de las fugaces, 2010, „Vaso Roto ediciones“, Mexico.[12]
- Miroirs des passantes dans le songe, 2010, « Al Dante », Paris, France.[13]
- J'ai tué Shéhérazade. Confessions d'une femme arabe en colère (traduction), Arles, Actes-Sud, 2010